# Zigeuner-Buch
Zigeuner-Buch (in italiano, testuale libro degli zingari) è un testo pubblicato nel 1905 a Monaco di Baviera che in 344 pagine elenca i dati personali e genealogici di 3350 persone appartenenti all'etnia Rom.
Nel 1899, su incarico del reale ministero degli interni bavarese (Königliches Staatsministerium des Innern), la polizia di Monaco di Baviera aveva istituito una forza speciale anti-Rom chiamata Nachrichtendienst in Bezug auf die Zigeuner al comando di Alfred Dillmann e incaricata di raccogliere dati e informazioni sui Rom.
L'unità iniziò un'opera di raccolta di dati famigliari, impronte digitali, fotografie e dati personali sui Rom presenti in Baviera. Nel 1905 venne effettuato un censimento e venne invitata la popolazione a fornire tutte le informazioni possibili sulle attività dei Rom. I dati raccolti divennero la base per la redazione del Zigeuner-Buch. 
Il libro è costituito da 3 parti, nell'introduzione l'autore cerca di fornire una definizione di "zingari" e dell'origine degli zingari presenti sul territorio individuando come origine della cosiddetta "piaga degli zingari" (Zigeunerplage) gruppi o singoli itineranti fra i confini di Austria, Germania e Francia che "con il loro vagabondare mettono in serio pericolo la sicurezza pubblica". In questa parte del testo è evidente la difficoltà delle autorità e della burocrazia nell'inquadrare le caratteristiche di queste etnie itineranti. I dati anagrafici sono spesso incerti e imprecisi, gli stati di famiglia difficilmente determinabili, l'autore individua diverse cause come l'analfabetismo, dati forniti in modo spesso impreciso, certificati di battesimo multipli o smarriti, mancata registrazione di matrimoni, nascite, morti ecc. L'autore conclude l'introduzione elencando alcuni motivi per cui la "piaga" non è stata ancora debellata ed augurandosi che la sua opera, che elenca non solo gli "zingari" ma anche tutti coloro che svolgono delle attività itineranti e per questo risultano senza fissa dimora. 
La seconda parte elenca 3350 nominativi con dati anagrafici, professione, religione ed eventuali precedenti penali. 
Nella terza parte è riportato un breve elenco di caratteristiche distintive di alcune delle persone citate nel libro e sono riprodotte alcune foto.
Il testo, del quale vennero stampate 7000 copie, divenne non solo uno strumento di lavoro per la polizia bavarese che ne portava una copia con sé per identificare le persone durante le operazioni di polizia ma ottenne una discreta diffusione anche in altre aree della Germania e anche fuori dai confini, 146 copie vennero ordinate dalla Svizzera e 416 dall'Impero austro-ungarico. La Baviera venne presa come "esempio" per la gestione della questione degli zingari. 
Nel 1907 il numero di persone elencate era cresciuto fino a 6031. Nell'aprile del 1919 i dati vennero buttati fuori dalle finestre della centrale di polizia da un'incursione di spartachisti, nonostante ciò nel 1926 si era arrivati a 14.000 e nel 1936 a oltre 19.000 nominativi.